# Hainaut (région transfrontalière)
Pour les articles homonymes, voir Hainaut.
Le Hainaut, ou Hainau (de la rivière Haine et du thiois gou/gau, « pays/contrée » ou « comté ») antérieurement nommé Basse-Picardie ou Picardie inférieure, est une région transfrontalière, à cheval sur la France et la Belgique, correspondant approximativement à l'ancien comté de Hainaut. Ses habitants sont les Hennuyers ou aussi Hainuyers.

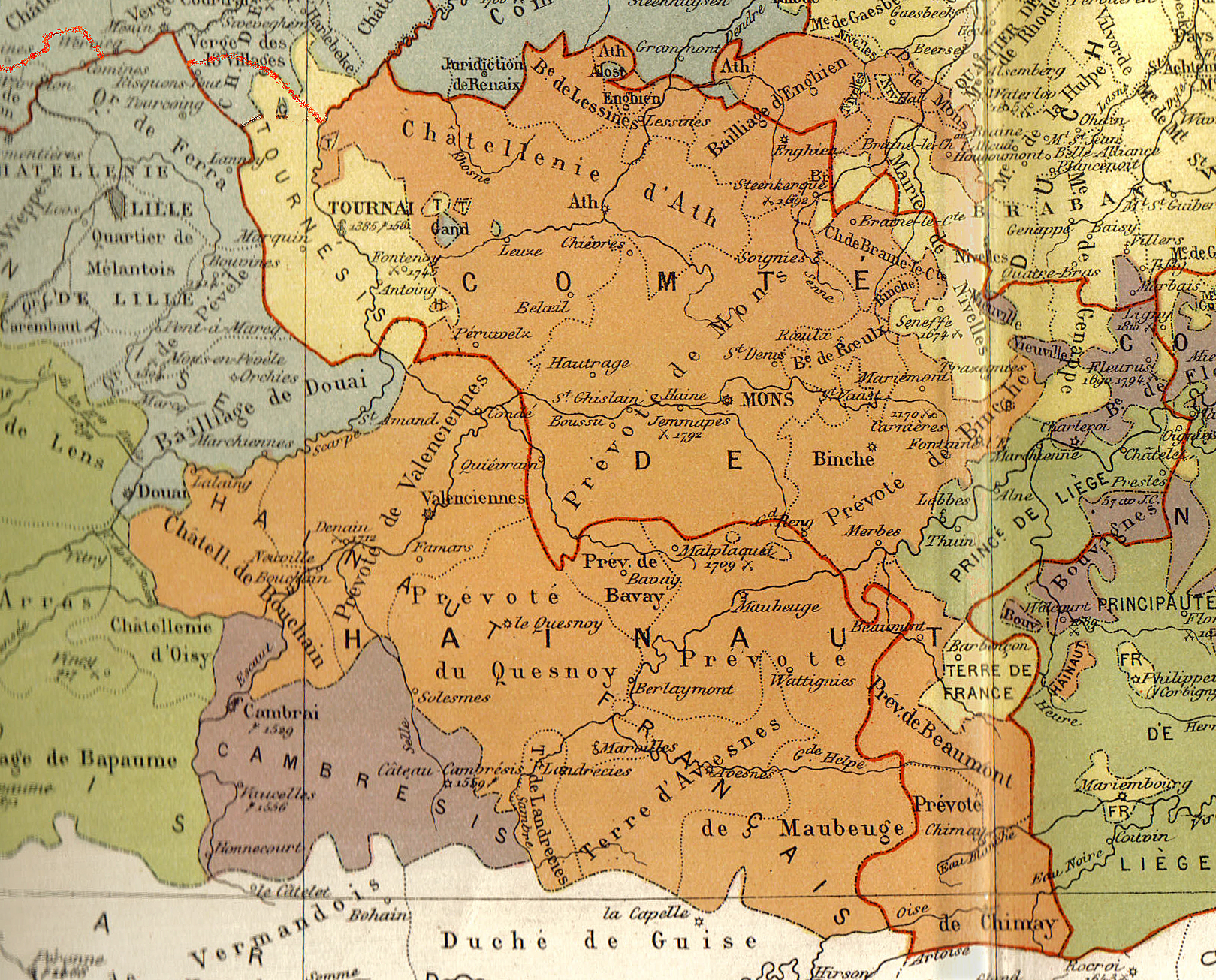
L'ancien comté de Hainaut.

## Zone aujourd'hui transfrontalière
Du côté belge, on y trouve Mons, dans la vallée de la Haine (à l'origine du nom « Hainaut ») et jusqu'à Chimay.
Du côté français, on y trouve Valenciennes (la capitale du Hainaut français) et Maubeuge. Le territoire correspond approximativement aux arrondissements d'Avesnes-sur-Helpe, Valenciennes et une partie du canton de Douai.

## Histoire
Le Hainaut a été partagé entre la Belgique et la France à la suite des campagnes militaires et annexions de Louis XIV. En 1659, le traité des Pyrénées accorde à la France Avesnes-sur-Helpe, Landrecies et Le Quesnoy. En 1668, au traité d'Aix-la-Chapelle, la France obtient en outre Ath et l'enclave de Binche. Au traité de Nimègue (1678), la France rend Ath et Binche et reçoit en échange les terres autour de Valenciennes, Bouchain et Maubeuge.

### Hainaut français
Le Hainaut français désigne la partie sud-ouest de l'ancien comté de Hainaut, cédée à la France en 1659 et 1678. La région correspond à peu près aux arrondissements actuels d'Avesnes-sur-Helpe et de Valenciennes.
En 1659, par le traité des Pyrénées, la France reçoit Avesnes-sur-Helpe, Landrecies et Le Quesnoy. En 1668, par le traité d'Aix-la-Chapelle, la France obtient, en outre, Ath et l'enclave de Binche. En 1678, par le traité de Nimègue, la France rend Ath et Binche et reçoit, en échange, les terres autour de Valenciennes, Bouchain et Maubeuge.
La région est plusieurs fois traversée par les armées pendant les guerres du XVIIIe siècle. La bataille de Denain, le 24 juillet 1712, marque pour la France l'issue victorieuse de la guerre de Succession d'Espagne. Le Hainaut français est intégré à la ceinture de fer fortifiée par Vauban. Après le retour de la paix, le Hainaut devient un centre important d'industrie du fer alimenté par le minerai de fer local, exploitable malgré sa qualité médiocre, le charbon de bois des forêts proches et le charbon de terre importé des Pays-Bas méridionaux ; ses principaux centres sont Maubeuge, Milourd, Fourmies, Marly-lez-Valenciennes, Cousolre, Trélon. En 1756, une brusque augmentation des tarifs douaniers français entraîne des mesures de rétorsions de la principauté de Liège et une crise de l'industrie locale. Cependant, en 1763, 19 forges sont en activité, consommant 19 000 cordes de bois par an et produisant 3,4 millions de livres de fer. En 1769, une convention des frontières permet l'échange de plusieurs enclaves entre la France et les Pays-Bas autrichiens. Vers la fin du siècle, l'épuisement du bois et du minerai entraîne un déclin de l'industrie qui s'aggrave pendant la Révolution.
En 1790, le Hainaut français est rattaché au département du Nord.
Le Hainaut français comprenait :
- la châtellenie de Bouchain : Aniche, Auberchicourt, Aubigny-au-Bac, Avesnes-le-Sec, Bellaing, Bouchain, Bruille, Brunémont, Bugnicourt, Campeau, Dechy, Denain, Douchy, Écaillon, Émerchicourt, Erchin, Escaudain, Escaudœuvres, Féchain, Fenain, Hasnon, Haspres, Haulchin, Hélesmes, Hérin, Hordain, Hornaing, Iwuy, Lallaing, Lieu-Saint-Amand, Loffre, Lourches, Marcq, Mastaing, Monchecourt,Nivelle,  Oisy, Pecquencourt, Prouvy, Rieulay, Rieux, Rœulx, Roucourt, Rouvignies, Somain, Thiant, Villers, Villers-en-Cauchies, Villers-au-Tertre, Wallers, Wandignies, Wasnes-au-Bac, Wavrechain-sous-Denain, Wavrechain-sous-Faulx et Waziers ;
- la prévôté de Bavay : Audignies, Bavay, Bellignies, Bermeries, Bettrechies, Breaugies, Buvignies, La Flamengrie, Gussignies, Hargnies, Hon-Hergies, Houdain, La Longueville, Louvignies-Frehart, Mecquignies, Obies, Pont-sur-Sambre, Saint-Waast et Taisnières-sur-Hon ;
- la prévôté de Valenciennes : Anzin, Aubry, Aulnoy, Beuvrages, La Briquette, Bruay, Crespin, Curgies, Escautpont, Estreux, Famars, Fresnes, Maing, Marly, Monchaux, Odomez, Onnaing, Préseau, Quarouble, Quérénaing, Quiévrechain, Rombies, Saint-Saulve, Saultain, Sebourg, Verchain-Maugré
- la prévôté du Quesnoy : Amfroipret, Avelu, Beaudignies, Berlaimont, Bermerain, Bry, Capelle, Englefontaine, Escarmain, Eth, Frasnoy, Ghissignies, Gommegnies, Haussy, Hecq, Herbignies, Jenlain, Jolimetz, Locquignol, Louvignies, Maresches, Neuville, Orsinval, Potelle, Preux-au-Sart, Le Quesnoy, Raucourt, Romeries, Ruesnes, Saint-Martin-sur-Écaillon, Saint-Python, Salesches, Sassegnies, Sepmeries, Solesmes, Vendegies-sur-Écaillon, Vertain, Vertigneul, Villereau, Villers-Pol, Wargnies-le-Grand et Wargnies-le-Petit ;
- la prévôté de Maubeuge ;
- la terre d'Avesnes ;
- la terre de Landrecies ;
- la ville de Condé et ses dépendances, les Terres-Franches : Hergnies, Thivencelle et Vieux-Condé.

Il était borné par le bailliage de Douai, le Tournésis, la châtellenie d'Ath, la prévôté de Mons, la prévôté de Binche, la prévôté de Beaumont, la prévôté de Chimay, le duché de Guise, le Cambrésis, la châtellenie d'Oisy, le pays d'Arras et le pays de Lens.
Il faisait partie de l'intendance de Hainaut, d'abord réduite aux prévôtés du Quesnoy et de Maubeuge et aux terres d'Avesnes et de Landrecies, mais qui comprit ensuite la ville et prévôté de Valenciennes (1713), Condé-sur-l'Escaut (1730), Cambrai et le Cambrésis (1754) ainsi que Saint-Amand, Mortagne et la châtellenie de Bouchain (1754).

## Géographie
Le Hainaut est une région de plateaux et de collines développés dans un substrat varié (socle paléozoïque, craies mésozoïques, sables et argiles cénozoïques, en grande partie recouvert de lœss). La région, qui appartient au bassin de l'Escaut est traversée de grandes plaines alluviales (plaine de la Scarpe, plaine de la Haine).
Le Hainaut, défini sur des bases historiques se partage en petits pays ou région naturelles, plus homogènes : plaine de la Scarpe, Ostrevant, Avesnois, Borinage, etc.
Un parc naturel transfrontalier du Hainaut existe de part et d'autre de la frontière.

## Paysage
Des deux côtés de la frontière belgo-française, le Hainaut présente les mêmes aspects. Au nord : l'ancien bassin minier, un relief peu tourmenté, une agriculture tournée vers la culture intensive. Au sud : un relief un peu vallonné, davantage d'espaces boisés, une agriculture tournée davantage vers l'élevage bovin et la production laitière.
Côté français, le Hainaut est l'une des entités paysagères retenues par l'Atlas régional des paysages.